# Louie DeBrusk
Louie Dennis DeBrusk (né le 19 mars 1971 à Cambridge dans la province d'Ontario au Canada) est un joueur professionnel canadien de hockey sur glace. Il évoluait au poste d'ailier gauche.
Son fils, Jake DeBrusk, est également joueur de hockey professionnel.

## Biographie
Évoluant dans la LHO pour les Knights de London au niveau junior et repêché par les Rangers de New York au 49e rang du deuxième tour du repêchage d'entrée dans la LNH 1989, DeBrusk est un joueur qui apporte une présence physique à son équipe et qui possède des habiletés au combat. Durant la saison 1990-1991, il mène toute la LHO sur les minutes de pénalité avec 223 minutes.
Il devient professionnel vers la fin de la saison 1990-1991 avec les Rangers de Binghamton, club-école de New York dans la LAH. Sans avoir joué un match avec les Rangers de New York, il est échangé lors du début de la saison 1991-1992 aux Oilers d'Edmonton et fait ses débuts dans la LNH avec cette équipe durant cette saison.
Après six saisons passées avec l'équipe, il signe avec le Lightning de Tampa Bay et mène l'équipe sur les minutes de pénalité au nombre de 166 lors de la saison 1997-1998. Dans la LNH, il a également porté le maillot des Coyotes de Phoenix durant trois saisons et a joué brièvement pour les Blackhawks de Chicago. 
Avec les quatre équipes de la ligue auxquels il a joué avec, il a joué un total de 401 matchs en saison régulière et a démontré son côté bagarreur en accumulant pas moins de 1 161 minutes de pénalité. Côté offensif, il a marqué 41 points en tout, dont 24 buts. En dehors de la LNH, il a joué pour diverses équipes dans la LAH et la LIH, qui ne constituent que des bref passages.

## Statistiques
| Saison     | Équipe                 | Ligue      |     | Saison régulière | Saison régulière | Saison régulière | Saison régulière | Saison régulière |   | Séries éliminatoires | Séries éliminatoires | Séries éliminatoires | Séries éliminatoires | Séries éliminatoires |
| Saison     | Équipe                 | Ligue      | PJ  | B                | A                | Pts              | Pun              | PJ               | B | A                    | Pts                  | Pun                  |                      |                      |
| 1988-1989  | Knights de London      | LHO        | 59  | 11               | 11               | 22               | 149              | 19               | 1 | 1                    | 2                    | 43                   |                      |                      |
| 1989-1990  | Knights de London      | LHO        | 61  | 21               | 19               | 40               | 198              | 6                | 2 | 2                    | 4                    | 24                   |                      |                      |
| 1990-1991  | Knights de London      | LHO        | 61  | 31               | 33               | 64               | 223              | 7                | 2 | 2                    | 4                    | 14                   |                      |                      |
| 1990-1991  | Rangers de Binghamton  | LAH        | 2   | 0                | 0                | 0                | 7                | 2                | 0 | 0                    | 0                    | 9                    |                      |                      |
| 1991-1992  | Oilers d'Edmonton      | LNH        | 25  | 2                | 1                | 3                | 124              | -                | - | -                    | -                    | -                    |                      |                      |
| 1991-1992  | Oilers du Cap-Breton   | LAH        | 28  | 2                | 2                | 4                | 73               | -                | - | -                    | -                    | -                    |                      |                      |
| 1992-1993  | Oilers d'Edmonton      | LNH        | 51  | 8                | 2                | 10               | 205              | -                | - | -                    | -                    | -                    |                      |                      |
| 1993-1994  | Oilers d'Edmonton      | LNH        | 48  | 4                | 6                | 10               | 185              | -                | - | -                    | -                    | -                    |                      |                      |
| 1993-1994  | Oilers du Cap-Breton   | LAH        | 5   | 3                | 1                | 4                | 58               | -                | - | -                    | -                    | -                    |                      |                      |
| 1994-1995  | Oilers d'Edmonton      | LNH        | 34  | 2                | 0                | 2                | 93               | -                | - | -                    | -                    | -                    |                      |                      |
| 1995-1996  | Oilers d'Edmonton      | LNH        | 38  | 1                | 3                | 4                | 96               | -                | - | -                    | -                    | -                    |                      |                      |
| 1996-1997  | Oilers d'Edmonton      | LNH        | 32  | 2                | 0                | 2                | 94               | 6                | 0 | 0                    | 0                    | 4                    |                      |                      |
| 1997-1998  | Dragons de San Antonio | LIH        | 17  | 7                | 4                | 11               | 130              | -                | - | -                    | -                    | -                    |                      |                      |
| 1997-1998  | Lightning de Tampa Bay | LNH        | 54  | 1                | 2                | 3                | 166              | -                | - | -                    | -                    | -                    |                      |                      |
| 1998-1999  | Thunder de Las Vegas   | LIH        | 26  | 3                | 6                | 9                | 160              | -                | - | -                    | -                    | -                    |                      |                      |
| 1998-1999  | Coyotes de Phoenix     | LNH        | 15  | 0                | 0                | 0                | 34               | 6                | 2 | 0                    | 2                    | 6                    |                      |                      |
| 1998-1999  | Falcons de Springfield | LAH        | 3   | 1                | 0                | 1                | 0                | -                | - | -                    | -                    | -                    |                      |                      |
| 1998-1999  | Ice Dogs de Long Beach | LIH        | 24  | 5                | 5                | 10               | 134              | -                | - | -                    | -                    | -                    |                      |                      |
| 1999-2000  | Coyotes de Phoenix     | LNH        | 61  | 4                | 3                | 7                | 78               | 3                | 0 | 0                    | 0                    | 0                    |                      |                      |
| 2000-2001  | Coyotes de Phoenix     | LNH        | 39  | 0                | 0                | 0                | 79               | -                | - | -                    | -                    | -                    |                      |                      |
| 2001-2002  | Citadelles de Québec   | LAH        | 9   | 0                | 0                | 0                | 44               | -                | - | -                    | -                    | -                    |                      |                      |
| 2001-2002  | Bulldogs de Hamilton   | LAH        | 20  | 3                | 5                | 8                | 42               | 13               | 1 | 0                    | 1                    | 30                   |                      |                      |
| 2002-2003  | Blackhawks de Chicago  | LNH        | 4   | 0                | 0                | 0                | 7                | -                | - | -                    | -                    | -                    |                      |                      |
| 2002-2003  | Admirals de Norfolk    | LAH        | 20  | 1                | 0                | 1                | 10               | -                | - | -                    | -                    | -                    |                      |                      |
| 2003-2004  | Wolf Pack de Hartford  | LAH        | 12  | 0                | 0                | 0                | 12               | -                | - | -                    | -                    | -                    |                      |                      |
| Totaux LNH | Totaux LNH             | Totaux LNH | 401 | 24               | 17               | 41               | 1 161            | 15               | 2 | 0                    | 2                    | 10                   |                      |                      |

## Transactions en carrière
- 1989 : repêché par les Rangers de New York au troisième tour, 49e rang au total.
- 4 octobre 1991 : échangé par les Rangers aux Oilers d'Edmonton avec Bernie Nicholls et Steven Rice contre Mark Messier et des considérations futures.
- 23 septembre 1997 : signe en tant qu'agent libre avec le Lightning de Tampa Bay.
- 11 juin 1998 : échangé par le Lightning aux Coyotes de Phoenix avec un choix de cinquième tour au repêchage de 1998 (Jay Leach) contre Craig Janney.
- 25 novembre 2001 : signe un contrat d'essai de 25 matchs avec les Citadelles de Québec (LAH).
- 21 décembre 2001 : libéré de son essai avec les Citadelles (LAH) et signe en tant qu'agent libre avec les Bulldogs de Hamilton (LAH).
- 30 août 2002 : signe en tant qu'agent libre avec les Blackhawks de Chicago.
- 27 avril 2003 : annonce officiellement sa retraite.
- 26 décembre 2003 : signe un essai professionnel avec le Wolf Pack de Hartford (LAH).
- 26 janvier 2003 : libéré de son essai professionnel avec le Wolf Pack.